# Marienplatz 2 (München)
|                                       | Dieser Artikel wurde im Portal München zur Verbesserung eingetragen. Als Begründung wurde angegeben: „Geschichte und Beschreibung ergänzen“. Hilf mit, ihn zu bearbeiten, und beteilige dich an der Diskussion! |
| Vorlage:Portalhinweis/Wartung/München | |

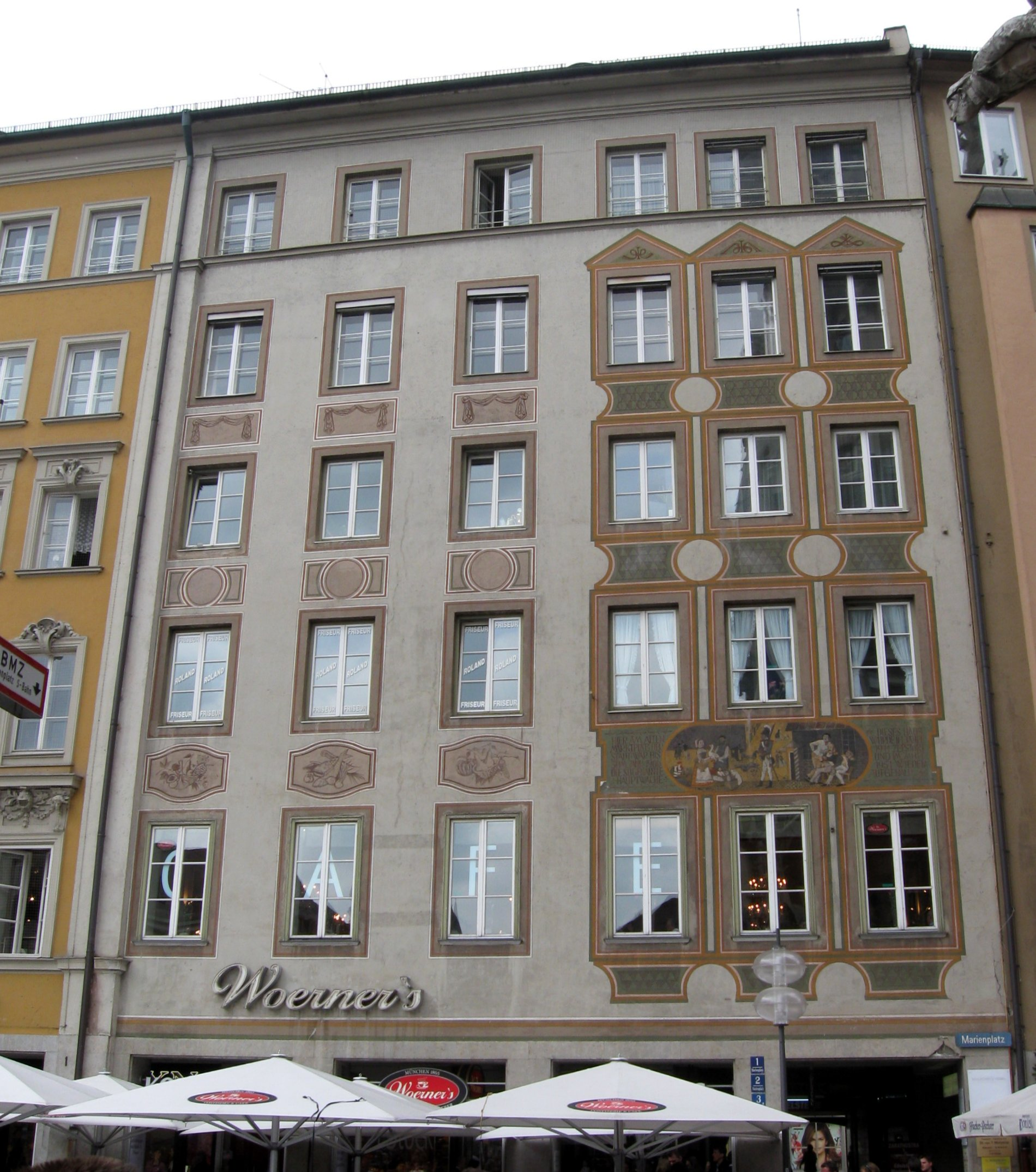
Marienplatz 2

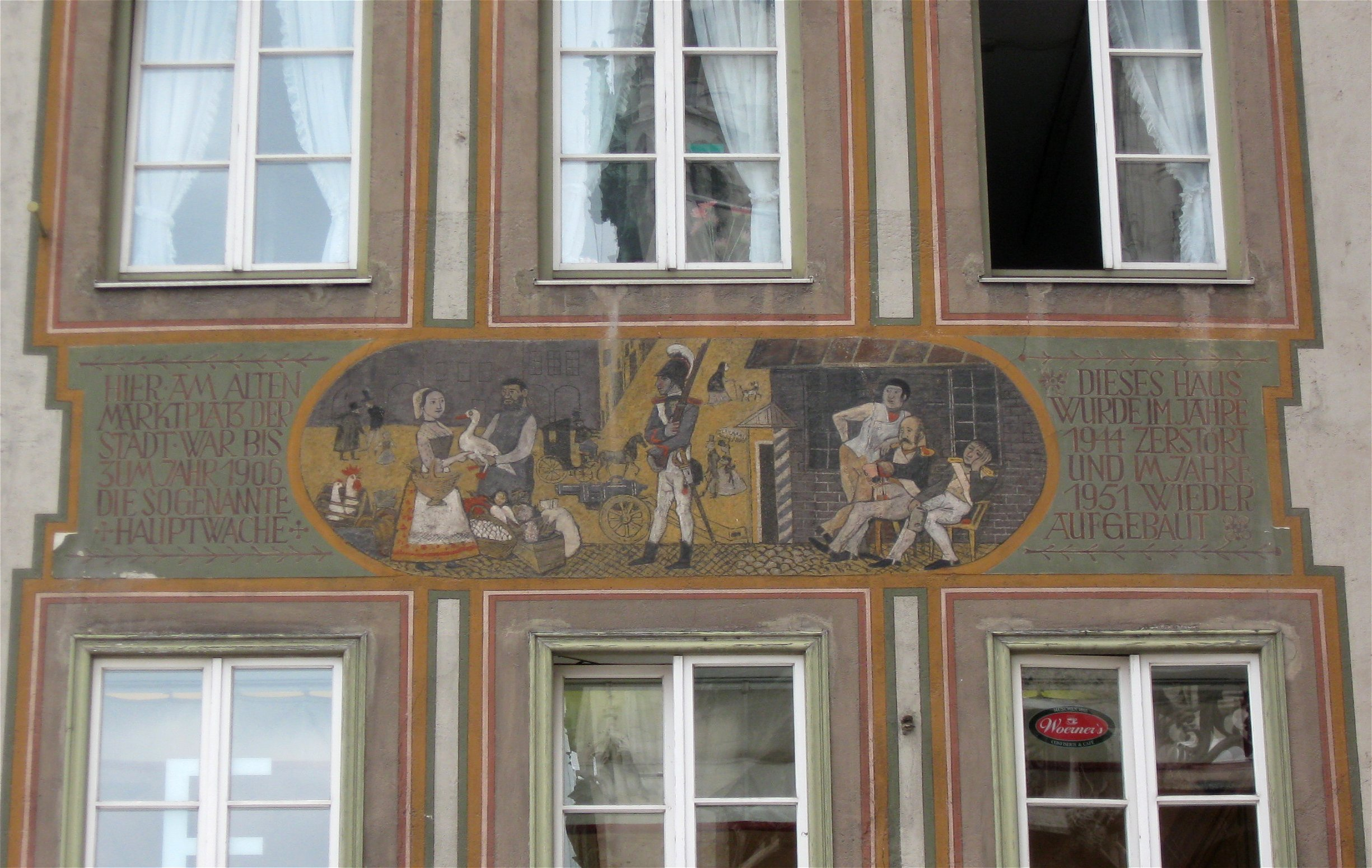
Detail der Fassade

Das Haus Marienplatz 2 in München ist ein Wohn- und Geschäftshaus, das als Baudenkmal in die Bayerische Denkmalliste eingetragen ist.
Das Haus liegt am westlichen Ende des Marienplatzes in der Münchner Altstadt direkt neben dem Thomass-Eck, mit dem es eine bauliche Einheit bildet.